# Puukko
El puukko es un pequeño cuchillo tradicional finlandés. Tiene una hoja sólida de un solo filo ligeramente curvado y un lomo recto. Se guarda en una funda de cuero en un cinturón.
El puukko se utiliza para diversas actividades al aire libre (quitar la piel al cazar, destripar los peces al pescar, cortar ramas de árboles, para tallar madera, etc.). Se considera parte integrante del patrimonio cultural finlandés.